# 긴 꼬리

노란색 부분이 롱테일이다.

긴 꼬리(The Long Tail), 또는 롱테일 현상은 파레토 법칙을 그래프에 나타냈을 때 꼬리처럼 긴 부분을 형성하는 80%의 부분을 일컫는다.
파레토 법칙에 의한 80:20의 집중현상을 나타내는 그래프에서는 발생확률 혹은 발생량이 상대적으로 적은 부분이 무시되는 경향이 있었다. 그러나 인터넷과 새로운 물류기술의 발달로 인해 이 부분도 경제적으로 의미가 있을 수 있게 되었는데 이를 롱테일이라고 한다. 이는 기하급수적으로 줄어들며 양의 X축으로 길게 뻗어나가는 그래프의 모습에서 나온 말이다. 2004년 와이어드지 20월호에 크리스 앤더슨(Chris Anderson)에 의해 처음으로 소개되었으며 이후 책으로 나와 베스트 셀러가 되었다. 이러한 분포를 보여주는 통계학적 예로는 부의 분포, 단어의 사용빈도 등이 있으며 크리스 앤더슨에 의해 소개된 롱테일부분을 경제적으로 잘 활용한 사례로는 아마존의 다양한 서적 판매 사례 등이 있다.

## 정의

### 경제학적 설명
전통적인 시장에서는 어느 한 종목에서는 보통 잘 팔리는 상위 20%가 전체 매출의 80%를 차지한다고 하는 파레토 법칙에 따르고 있다. 따라서 한정된 공간과 자원을 가진 매장에서는 잘 팔리는 물건에 보다 집중하여 전시하는 경향이 있다. 예를 들면 베스트셀러 책을 잘보이는 곳에 커다랗게 쌓아놓고 판매하는 것이다. 따라서 일반적인 소매점의 경우 재고 및 상품 매장 진열 공간의 제한 문제로 인해 잘 팔리는 물품에만 집중하여 마케팅하고 나머지는 재고가 되어 처치 곤란한 경우가 많았다. 그러나 최근의 인터넷(Web 2.0의 특성을 통한 유저들간의 교류)등의 기술의 발달로 재고나 물류에 드는 비용이 종래보다 훨씬 저렴해졌다. 특히 일반적인 소매점에 비해 인터넷을 기반으로 하는 온라인 비즈니스의 경우 베스트셀러와 함께 그동안 간과되어 온 비인기 상품에 대한 소비자의 진입장벽을 낮출 수 있게 되었다. 이렇게 개별적으로는 비인기 상품도 전체적으로 모이면 틈새 시장을 만들 수 있다. 실제로 아마존과 같은 인터넷 기반 기업에서는 이렇게 활성화된 틈새 시장이 매출의 20~30%에 육박하여 전체 이익면에서도 많은 부분에 기여하게 된 사례가 있는데 그리 많이 팔리지 않는 서적들이나 일부만이 좋아하는 종류의 음반이라도 효과적인 판매와 물류를 통해 많은 이윤을 창출할 수 있었다. 이러한 현상에서 전통적인 파레토 법칙에 반대되는 새로운 비즈니스 모델을 만들게 되었으며 이를 "롱테일 현상"이라고 한다.

### 머리와 꼬리
롱테일을 이야기할 때 '꼬리'라는 말이 사용된다. 서적 판매의 경우 '머리'는 현재 매장에 많이 진열되어 있는 많이 팔리는 상품들을 말하며 '꼬리'는 상대적으로 판매량이 적은 그 이외의 상품을 말한다. 예를 들면 교보문고와 같은 대형 서점에 있는 모든 제품이 '머리'에 속한다고 볼 수 있다. 그리고 우선 순위에서 밀려 진열에서 밀린 수많은 다양한 비인기서적들을 '꼬리'라고 본다. 또 '베스트 셀러나 사람들이 많이 알고 있는 작품 또는 인기 블로그를 '머리'로, 그 외의 책, 작품, 블로그 등을 '꼬리'라고 보는 경우로도 롱테일을 설명할 수 있다
공개된 여러 문서에서 롱테일의 '머리'와 '꼬리'의 의미는 의미 전달을 용이하게 하기 위해 일반 통계학적 의미와는 약간 다르게 사용하고 있다. 일반적으로 통계에서는 분석하고자 하는 사건과 통계를 내는 사건이 동일해야 하며, 통계를 통해 랭킹을 매기는 순간과 현상을 설명하는 순간이 일치해야 한다. 분석하고자 하는 사건이 순이익인데 통계를 내는 사건이 베스트셀러라면 엄밀한 통계에서는 오류에 해당된다. 하지만 롱테일의 해설에서는 통념상 베스트셀러가 순이익과 유사하리라 보는 시각을 가정하고 있다. '머리'를 정하는 통계 시점과 '꼬리'를 정하는 통계 시점이 시간적 불일치하에 설명되기도 한다. '머리'를 정하는 시점은 오프라인등과 같은 기존 방식의 시스템하에서이며 '꼬리'를 정하는 시점은 온라인등과 같은 새로운 방식의 시스템 하에서라 가정하는 경우가 이에 해당한다. 이는 실생활의 문제가 다양하며 롱테일의 적용범위가 넓음에 기인하지만 '머리'와 '꼬리'를 엄밀한 통계학적 의미로 적용한다고 해서 롱테일을 설명할 수 없는 것은 아니다.

### 수학적 설명
수학과 통계학에서는 롱테일이 나타나는 특정한 분포의 그래프는 오랫동안 잘 알려져온 것들로 예를 들어 '지프의 법칙'(Zipf's law), '멱함수'(Power law), 파레토 분포(Pareto distribution)들에서 볼 수 있다. 이중 파레토 분포에 나타난 긴 꼬리 형태가 롱테일을 설명하고 있다. 이러한 분포는 실생활에서 자주쓰여지는 단어의 빈도나 인구와 보유재산을 나타낸 분포등에서 많이 볼 수 있다. 파레토 법칙은 이러한 분포의 그래프에서 발생빈도의 대부분을 차지하는 좌측의 소수의 부분과 그 나머지 발생빈도는 낮으나 그 나머지 부분의 Y축의 0에 수렴하는 부분이 각기 대응되는 가치가 같을 수 있다는 현상을 설명하고 있다.
{\displaystyle Pr(X>x)}를 발생량의 Pareto survival function이라 하면 아래와 같이 표현된다.
{\displaystyle \Pr(X>x)=\left({\frac {x}{x_{\mathrm {m} }}}\right)^{-k}}
여기서 X는 파레토 분포에서의 확률변수이며 X의 확률은 위에서 주어진 함수에서 항상 x보다 크다. 파레토 누적 분포 함수를 표로 만들면 좌측이 확률이 크고 우측이 확률이 작은 표가 만들어질 수 있다. {\displaystyle x_{\mathrm {m} }}과 파레토 지수로 불리기도 하는 상수 k는 0보다 큰 실수이며 {\displaystyle x}는 0에서 양의 무한대까지 실수로 표현된다.
파레토 분포로 어떤 사건들을 나타냈을 때 {\displaystyle T}는 그래프의 X축에서 실제로 존재하는 마지막 도수로 최우측에 그려진다. {\displaystyle P}는 가장 빈번한 확률인 최좌측 도수에서 {\displaystyle T} 까지의 범위 안에서 {\displaystyle Pr(P>x)=0.8Pr(T>x)}의 식으로 표현된다. 즉 전체 모수의 누적확률분포의 80%는 가장 최상위 확률도수에서 {\displaystyle P}까지 구간의 누적확률분포와 같다. 롱테일 현상 에서는 {\displaystyle P}에서 {\displaystyle T} 까지의 구간이 더 길게 늘어 질 수 있는데 그 이유는 실제적 확률을 결정짓는 한계 기준인 {\displaystyle T} 가 새로운 사회의 다양성 요구나 다양한 기술의 혁신 등에 의해 바뀔 수 있기 때문이다. 이러한 그래프에서 누적확률분포 상위 20%의 사건들의 누적된 가치(예:상위 20%의 순이익)가 나머지 {\displaystyle P}에서 {\displaystyle T}까지 구간(롱테일의 꼬리부분)의 누적확률분포 사건들의 가치(예:이전 하위 80%에 새로운 꼬리 확장으로 생긴 순이익)와 비교하여 충분한 경제적 이익을 내거나 대등하거나 심지어 더 많을 수 있다고 주장한다.

## 롱테일 비즈니스
롱테일로 인해 만들어지는 각종 비즈니스 종류들로 서로 독립적인 것이 아니라 조합되어 이용되고 있는 경우가 많다.

### 필터링
고객이 정확한 것을 찾을 수 있도록 시장의 다양하고 복잡한 것들을 효율적으로 잘 여과하여 수요와 공급의 연결을 용이하게 해 주는 서비스이다. 대표적으로 구글과 야후! 같은 검색 엔진과 del.icio.us 같은 북마크 공유 서비스를 통해 원하는 정보와 재화에 대한 접근을 쉽게 해주는 것이다. 이를 위해서는 정보를 잘 정리하는 것이 필요한데 플리커의 경우 사용자가 직접 적절한 주제어, 관련어인 태그를 붙여 이전에 불편하던 사진 검색을 편리하게 만들어 쉽게 찾게 만든 서비스도 있다.

### 자동 수집 (Aggregation)
다양하고 많은 정보를 모아주는 서비스이다. 종래의 수단으로는 얻을 수 없었던 광범위한 상품 정보를 제공해 주기 위해 인터넷을 통한 새로운 기술과 전달 방법으로 정보를 수집한다. 예를 들어 애플의 아이튠즈나 아마존의 음반 목록은 베스트셀러 뿐만 아니라 희귀하거나 별로 인기가 없는 곡도 취급하는 한편 대형 소매점인 월마트의 판매장에서는 잘 팔리는 음반만을 구입하는 것이 가능하다.
또한 다른 의미로는 구독형 인터넷 정보를 의미하여 RSS로 되어 있는 간단하게 형식화된 정보를 구독한 웹사이트에서 모아서 새로운 내용이 나올 때마다 다시 그 웹사이트를 일일이 방문하지 않아도 요약된 내용을 묶어 전달하는 서비스이다. 이러한 구독방식은 대형 포털형 뉴스사이트와 대등하게 소규모의 정보제공자들이 함께 묶여 정보 소비자에게 쉽게 전달되는 수단이 되고 있다.

### 롱테일 비즈니스 도구
새로운 기술혁신을 통하여 꼬리 부분을 머리와 비교해서 보다 두터워지고 더욱 더 길어질 수 있도록 도와주는 각종 도구나 서비스를 말한다. 쉽게 아무런 프로그래밍 지식 없이 자신의 블로그를 만들도록 서비스를 제공하는 포털사이트의 블로그나 아니면 특별한 프로그래밍 지식없이도 자신만의 독립된 블로그를 만들어주는 설치형 블로그, 음악을 간단하게 작곡하거나 매시업하여 만들 수 있게 하는 애플의 GarageBand나 팟캐스팅을 쉽게 인터넷상에 업로드하고 배포하게 해주는 Odeo같은 서비스 등이 있다. 이러한 도구들은 소규모의 제작자들로 하여금 새로운 콘텐츠를 저렴하고 빠르게 또한 최소한의 인력과 자원만으로도 만들고 배포하여 소비자에게 접근하게 하는 것을 가능하게 한다.

### 롱테일 비즈니스 참여자
롱테일 제작 도구나 서비스의 혜택을 받는 비즈니스 참여자들로 이들은 지금까지 충분한 수요를 찾을 수 없었던 사람들이다. 예를 들어 독립 음반 제작자, 소형 광고주, 블로거 등이다. 이들은 롱테일을 통해 만들어진 온라인 비즈니스의 직접적인 수요와 공급자가 되고 있다.

### 롱테일 마케팅
롱테일 마케팅(long tail marketing)은 인터넷을 통해 수요가 매우 낮을 것 같은 잠재적인 고객들을 저 비용으로 찾아 마케팅 하는 것을 말한다. 수요가 낮을 것 같은 고객들을 대상으로 한다는 특징이 있다. 인터넷을 이용해 잠재 고객을 찾는데 비용이 많이 들지 않는다.

## 롱테일 비즈니스 예

### 온라인 소규모 광고업계
롱테일을 이용한 비즈니스 모델로 광고업계에서는 구글 애드센스(AdSense)가 있다. 텔레비전이나 신문과 같은 대형매체들은 대형 광고주 위주의 광고시장이었으며 상대적으로 작은 규모의 광고주들은 소외되어 왔으며 또한 작은 규모의 매체 또한 소외되어왔다. 그러나 구글 애드센스는 이러한 작은 규모의 매체인 웹페이지들로 하여금 저렴한 광고 기회를 제공하였고 결국 "티끌 모아 태산"식으로 구글 전체 매출의 50%를 만들어 내고 있다.
이렇듯 구글 에드센스의 경우 적은 수요로 관심의 대상이 되지 않았던 롱테일 부분의 매출 기여가 50%를 넘어섰다는 점은 주목할 만한 성과가 되었으며 소규모 광고주와 소규모 광고업을 하는 사람들이 연결된 새로운 광고시장을 창출하였다.

### 혁신연구개발
이노센티브(Innocentive)는 개방형 연구 개발 방법을 통해 혁신적 성과를 거두고 있는데 전 세계 2007년 기준 10만 명 이상의 개인 연구원들이 온라인으로 참여하여 다양한 기술적 난재를 해결하고 있다.

### 아마존닷컴
아마존닷컴은 전체 매출의 절반 이상을 랭킹 13만 위 이하의 책에서 올리고 있다. '잘 팔리는 책'보다 '잘 팔리지 않는 방대한 양의 책'들의 판매량이 더 높다.

## 관련 서적
- Anderson, Chris (2006). The Long Tail: Why the Future of Business is Selling Less of More. Hyperion. ISBN 1-4013-0237-8.
- 롱테일 경제학(THE LONG TAIL), 크리스 앤더슨 저, 이노무브그룹 역, 랜덤하우스코리아, 2006년, ISBN-13 : 9788925502014
- 롱테일 법칙 - 웹 2.0 시대의 비즈니스 황금률, 스가야 요시히로 저, 예병일 역, 재인, 2006년, ISBN-13 : 9788990982186

## 같이 보기
- 크라우드소싱
- 프리코노믹스
- 집단지성

## 참조
1. 1 2  “Wired에 게재된 Chris Anderson의 롱테일 기사”. 2004년 11월 27일에 원본 문서에서 보존된 문서. 2004년 11월 27일에 확인함.
2. ↑  Laudon, Kenneth C, Jane P. 《Management Information Systems 12/E: Managing the Digital Firm P.418》. Pearson Education Asia. ISBN-10 : 027375453X / ISBN-13 : 9780273754534.